# Скрипты в HTML

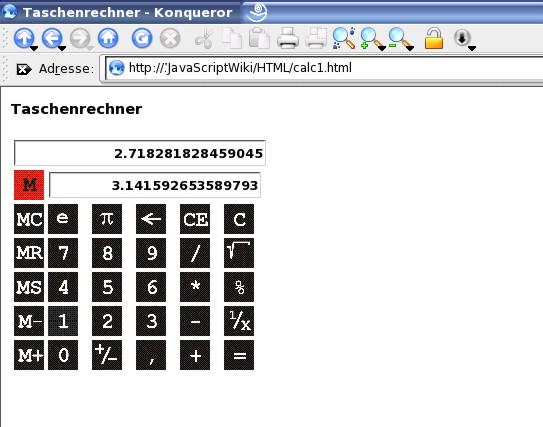
JavaScript Calc

Язык разметки HTML включает поддержку клиентских скриптов (сценариев), которые могут быть выполнены во время загрузки документа или позже. При этом, будучи загруженными, в своей работе не зависят от дальнейшего наличия /отсутствия подключения к Сети.
В HTML5 скрипты играют очень большую роль (Audio, Video, Canvas, различные дополнительные API).
JavaScript вместе с HTML, CSS и DOM послужили основой для создания концепции DHTML.
Также в концепции AJAX скрипты играют главную роль.
Скрипты могут быть как внешними (js-файлы), так и внутренними (элемент <script> или атрибуты обработчиков событий в самих элементах).
Элемент <script> может располагаться либо в <head>, либо в <body>-элементе (перед закрывающим </body>).
Скрипты используются, например, для обработки событий от клавиатуры, мыши, событий от форм, общего состояния документа.
Примеры внутренних событий:
- Документ
  - onLoad
  - onUnload
  - onFocus
  - onBlur
- Формы
  - onSubmit
  - onReset
- Текст
  - onSelect
  - onChange
- Мышь
  - onClick
  - onDblClick
  - onMouseDown
  - onMouseUp
  - onMouseOver
  - onMouseMove
  - onMouseOut
- Клавиатура
  - onKeyPress
  - onKeyDown
  - onKeyUp

В HTML5 были добавлены новые события.